# Volvo Trademark Holding
Volvo Trademark Holding Aktiebolag ägs till lika delar av AB Volvo och Volvo Personvagnar.
Den huvudsakliga verksamheten i bolaget är att äga, underhålla, skydda och bevara Volvos varumärken (inklusive Volvo, Volvo anordningar (grillen & järnmärket) samt Volvo Aero och Volvo Penta) på uppdrag av sina ägare och att licensiera dessa rättigheter till sina ägare. Det dagliga arbetet är fokuserad på att upprätthålla den globala portföljen av varumärkesregistreringar och att skydda dessa i form av registrering för Volvos varumärken.
Den huvudsakliga verksamheten innefattar också att agera mot obehörig registrering och användning (inklusive förfalskning) av varumärken.
Inom varumärkets PR-strategier omfattas även kappseglingstävlingen Volvo Ocean Race, tidigare känd som Whitbread Around the World Race. Volvo försöker även ge en positiv image genom sponsring av golfturneringar över hela världen, inklusive stora mästerskap som kallas Volvo Masters och Volvo China Open.
Första gången Volvo sponsrade Volvo Ocean Race, världens ledande runt-världen kappsegling, var under 2001-2002. Volvo har också under en lång tid arbetat för ISAF World och är involverad i Volvo/ISAF World Youth Sailing Championships  sedan 1997.
Volvokoncernen sponsrade också Världscupen i hästhoppning från starten 1979 fram till 1999. Företaget sponsrar även kulturella saker såsom GöteborgsOperan och Göteborgs Symfoniker.